# Vespa philippinensis
Espèce
Vespa philippinensis est une espèce de frelons des Philippines de la famille des Vespidae.

## Répartition
Ce frelon est endémique des Philippines.